# 伯伊察鄉 (胡內多阿拉縣)
46°02′00″N 22°54′00″E / 46.0333°N 22.9°E
伯伊察鄉（羅馬尼亞語：Comuna Băița, Hunedoara），是羅馬尼亞的鄉份，位於該國西部，由胡內多阿拉縣負責管轄，面積111平方公里，海拔高度450米，2007年人口3,917，人口密度每平方公里35人。